# Ateu Atsa
Ateu Atsa (ca. 1840–1910) war ein afrikanischer Bildhauer im Königreich der Bangwa, einer ethnischen Untergruppe des Bamileke-Volkes auf dem westlichen Hochplateau im heutigen Kamerun. Der in der zweiten Hälfte des 19. Jahrhunderts tätige Atsa ist einer der wenigen frühen afrikanischen Künstler, die unter ihrem Namen bekannt sind. Er gilt als Meister der traditionellen Bildhauerkunst in Afrika.
Seine Holzskulpturen sind seit den 1950er Jahren vor allem durch Studien westlicher Kunsthistoriker und durch Ausstellungen in großen Museen bekannt geworden. Dazu gehören amerikanische Museen wie das Metropolitan Museum of Art und das Cleveland Museum of Art sowie europäische Sammlungen afrikanischer Skulpturen wie das Musée du quai Branly in Paris und das Ethnologische Museum in Berlin.

## Leben und Werk

### Kultureller Hintergrund
Gedenkfiguren der Bangwa-Königreiche in der Gebirgsregion des Fontem-Beckens westlich des Kameruner Graslands spielten eine wichtige Rolle bei rituellen Anlässen wie der Beerdigung und Nachfolge von Königen und Zeremonien zu Ehren der königlichen Vorfahren. Von Häuptlingen in Bangwa-Gemeinschaften wurde erwartet, dass sie zu Lebzeiten eine rituelle Skulptur von sich selbst in Auftrag gaben. Diese Skulpturen wurden als symbolische Wächter in königlichen Schreinen aufgestellt, um die Verbindung zwischen den Lebenden und den Geistern vergangener Herrscher zu stärken.
Holzbildhauer wie Atsa wurden in Werkstätten ausgebildet, und ihre Kunst war hoch angesehen. Am Ende seiner Lehrzeit musste der junge Bildhauer dem König ein Meisterwerk vorlegen. Erst wenn das Werk akzeptiert wurde, wurde er als vollwertiger Bildhauer anerkannt. Wenn er nicht als Bildhauer beschäftigt war, nahm er wie jeder andere Dorfbewohner am Gemeinschaftsleben des Königreichs teil. Er fertigte nur dann Statuen an, wenn er vom König beauftragt wurde oder wenn eine Skulptur für kulturelle Ereignisse wie eine Inthronisierung, die Aufnahme in eine rituelle Vereinigung oder den Umbau eines Gesellschaftshauses oder eines königlichen Palasts erforderlich war. Seine Dienste konnten daneben auch erforderlich sein, um ein beschädigtes oder zerbrochenes Kultobjekt zu ersetzen.
Einige dieser Holzskulpturen, die das obere Ende von rituellen Stäben schmückten, gehörten zu geheimen Lefem-Vereinigungen. Diese setzten sich aus Würdenträgern zusammen, die sich wöchentlich an einem sakralen Ort im Wald versammelten, um Angelegenheiten zu besprechen, die das Wohlergehen des Königreichs betrafen. Die rituellen Stäbe wurden am Eingang des heiligen Hains der Lefem-Vereinigung aufgestellt, um Nichtmitgliedern zu signalisieren, dass ihnen der Zutritt verboten war.

### Werke

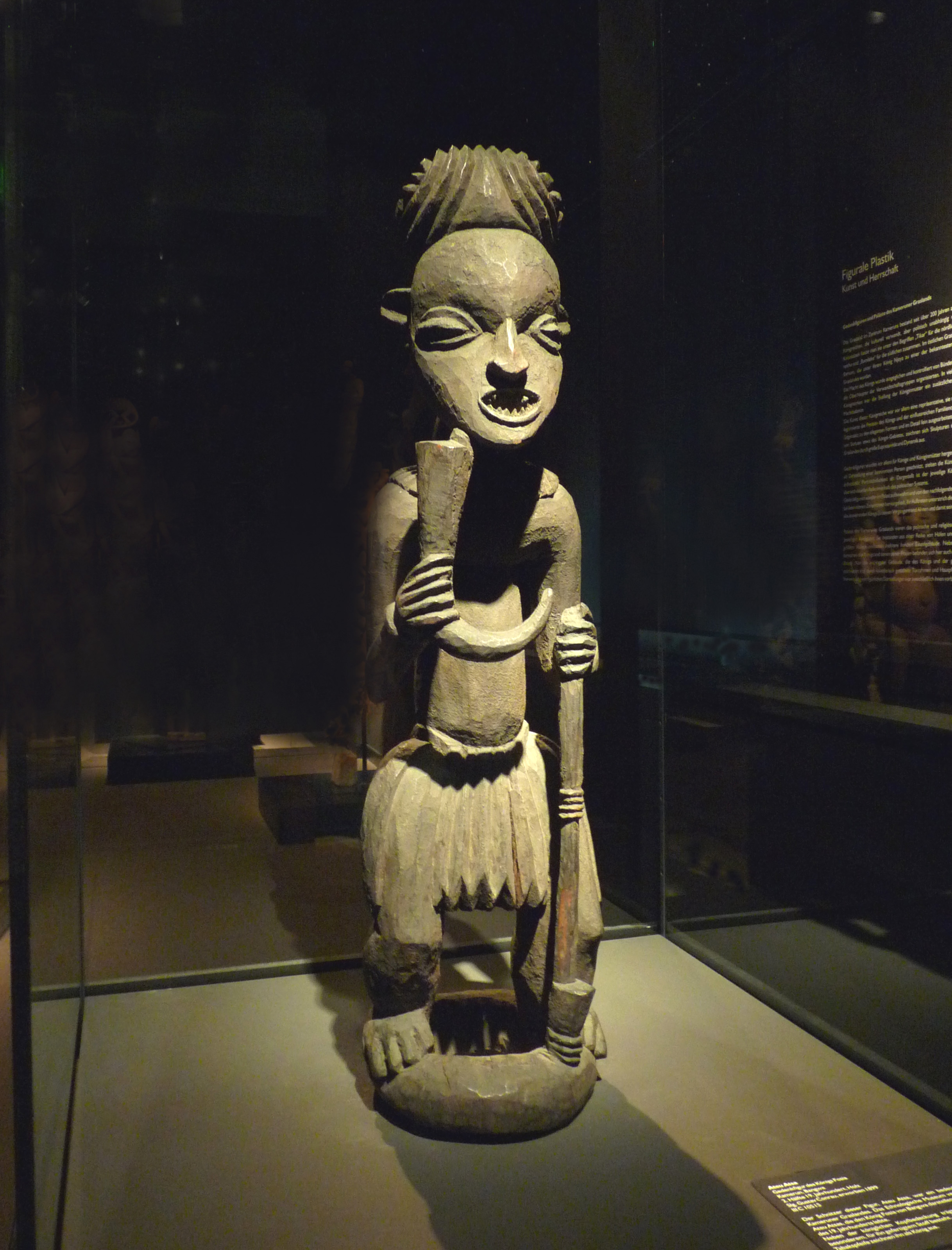
Statue von König Fosia, 86,5 cm, Ethnologisches Museum Berlin

In den Jahren 1898 und 1899 erwarb Gustav Conrau, ein in der ehemaligen deutschen Kolonie Kamerun tätiger deutscher Händler und Sammler, traditionelle Kulturobjekte aus dem Palast von König Assunganyi (ca. 1880–1951). Auf Anweisung von Felix von Luschan, dem stellvertretenden Direktor des Königlichen Museums für Völkerkunde in Berlin (heute Ethnologisches Museum Berlin), verschiffte Conrau diese Objekte nach Berlin, wo die meisten von ihnen noch heute aufbewahrt werden. Einige der von Conrau gesammelten Skulpturen wurden später von privaten Sammlern und weiteren Museen in Europa und den Vereinigten Staaten erworben.
Der Name des Schöpfers der bekanntesten Bangwa-Skulpturen, Ateu Atsa, wurde erstmals 1990 in einem Artikel mit dem Titel Royal Commemorative Figures in the Cameroon Grasslands: Ateu Atsa, a Bangwa Artist erwähnt. Pierre Harter, ein französischer Ethnograf der Bangwa-Kultur und langjähriger Arzt in Kamerun, begutachtete 1967 mit Stammesoberhäuptern in Fontem Fotos von Skulpturen der Bangwa. Während seiner Gespräche über den Schöpfer und die Verwendung dieser Skulpturen wurde ihm die folgende Geschichte erzählt, die den Namen des Bildhauers bekannt machte: Der berühmte Bangwa-Bildhauer Ateu Atsa hatte den König eines benachbarten Banyang-Stammes erzürnt, indem er ihn nicht idealisiert, sondern wirklichkeitsgetreu mit einer halbseitigen Gesichtslähmung darstellte. Erst als Atsa sicher in sein eigenes Dorf zurückgekehrt war, erkannte der Banyang-König die wenig vorteilhaften Gesichtszüge, die Atsu in der Skulptur dargestellt hatte.:75
Die Anzahl der Skulpturen, die Atsa von Kunsthistorikern zugeschrieben werden, beruht hauptsächlich auf stilistischen Analysen. Nach Harters Beschreibung von 1990 sind fünfzehn Skulpturen Atsas Werk. Als gemeinsame Merkmale stellte Harter fest, dass alle männlichen Figuren Atsas in Bezug auf ihre „Größe, Gestik und die von ihnen gehaltenen Attribute nahezu identisch“ sind. Darüber hinaus weisen sie ähnliche Kappen und charakteristische Lendentücher mit sieben Falten auf. Weiterhin sind stützende Elemente, wie zum Beispiel eine lange Pfeife in einer der Skulpturen, „völlig originell und spezifisch für Ateu Atsa“.:75 Aufgrund ihrer eigenen Provenienzforschung und charakteristischer stilistischer Eigenschaften schlug die Ethnologin Bettina von Lintig hingegen 2002 vor, die Gesamtzahl der von Atsa und seiner Werkstatt geschaffenen Werke auf achtundzwanzig zu erhöhen.
Das Ethnologische Museum in Berlin besitzt in seiner Sammlung mehrerer Bangwa-Skulpturen auch die Gedenkfigur eines Königs namens Fosia. Weitere Skulpturen Atsas in Deutschland sind eine Gedenkfigur im Rautenstrauch-Joest-Museum Köln und ein mit mehreren Figuren verzierter Pfahl im Museum Fünf Kontinente in München. Darüber hinaus befinden sich drei durch Conrau gesammelte Skulpturen mit einer Öffnung für traditionelle Medizinalien, die der Werkstatt Atsas zugeschrieben wurden,:110 im Städtischen Museum Braunschweig. In Frankreich besitzt das Musée du quay Branly die Gedenkfigur eines Königs sowie einer weiblichen Figur mit Kind und einen Stab, während das Musée Dapper seit 1990 die als Atsas Meisterwerk bezeichnete Bangwa Queen besitzt.
Eine weitere Gedenkfigur Atsas, die 1987 vom Cleveland Museum of Art erworben wurde, ist mit charakteristischer Bekleidung, einer Halskette mit Raubtierzähnen und einem Trinkhorn versehen. Auch sie wurde als Gedenkporträt eines Königs oder hohen Würdenträgers geschnitzt. In einem königlichen Schrein stehend, begleitete die Figur Opfergaben, die den Vorfahren des Königs dargebracht wurden. Sie sollte das Königreich beschützen und die Fruchtbarkeit seiner Bewohner bewahren und wurde auch bei Beerdigungen und königlichen Zeremonien ausgestellt. Die Sammlung afrikanischer Kunst im Neuberger Museum of Art der State University of New York enthält zwei Skulpturen, die Atsa beziehungsweise seiner Werkstatt zugeschrieben werden. Bei der einen handelt es sich um eine weibliche Gedenkfigur, bei der anderen um eine männliche Figur, die aus einer Privatsammlung angekauft wurde.
Darüber hinaus besitzt das Eskenazi Museum of Art an der Indiana University, USA, eine weitere Figur vom oberen Ende eines Stabs der Lefem-Gesellschaft. Auch die Yale University Art Gallery besitzt eine Atsa zugeschriebene Figur eines königlichen Ahnen auf einem Stab. Eine weitere solche Figur, die eine kleinere Maske in Händen hält, wurde 2014 bei einer Auktion von Sotheby’s an einen Privatsammler verkauft. Sie wird aufgrund ihres Stils, ihrer Ikonografie und der Bearbeitung der Oberfläche ebenfalls der Werkstatt von Atsa zugeschrieben. Auch eine als Tanzaufsatz bezeichnete Figur wechselte 2002 den privaten Besitzer in einer Auktion. Weiterhin erwarb 2021 ein privater Sammler bei einer Auktion von Christie’s in Paris eine Gedenkfigur von Atsa aus dem Nachlass von Pierre Harter.

## Rezeption

### Kulturwissenschaftliche Studien
Aufgrund des Mangels an Informationen über die Herkunft dieser Skulpturen und der seit langem bestehenden Einstellung gegenüber der anonymen afrikanischen „Stammeskunst“ sind nur wenige frühe afrikanische Bildhauer wie Atsa namentlich bekannt. Im Jahr 2020 veröffentlichte das Eskenazi Museum of Art der Indiana University einen Artikel über die Rolle des Künstlers in der indigenen Kunst Afrikas, Ozeaniens und der Kunst Amerikas. In dem Artikel wird eine Atsa zugeschriebene Figur von einem Ritualstab der Lefem-Gesellschaft kommentiert: „Nicht viele afrikanische Künstler aus der Zeit vor dem 20. Jahrhundert sind namentlich bekannt, aber Ateu Atsas Realismus, seine Verwendung von strukturellen Elementen und die Unterstützung seines größten Mäzens, eines Gontem-Königs, steigerten sein Ansehen.“
In seiner Studie über Atsas Werke von 1990 erörterte Pierre Harter neben der bereits erwähnten Anekdote den allgemeinen rituellen und kulturellen Zusammenhang der Bangwa-Bildhauer. Daneben beschrieb Harter charakteristische stilistische Merkmale der neun Statuen und drei Stäbe der Lefem-Gesellschaft, einer Skulptur mit einer Schale und zweier Pfähle aus einem Königspalast, die er Atsa zuschrieb. Neben Figuren von männlichen Würdenträgern erwähnte Harter ein Skulpturenpaar mit einer männlichen und einer weiblichen Figur sowie eine weitere weibliche Einzelfigur.
2015 veröffentlichte die deutsche Ethnologin Bettina von Lintig einen Artikel über die aufeinanderfolgenden Besitzer eines Stabes mit einer geschnitzten Figur von Atsa. In ihrer Studie zeichnete sie die Provenienz dieser Figur vom Potter-Museum im Vereinigten Königreich bis zu ihrer Zuschreibung an Atsa und dem anschließenden Verkauf an einen privaten Sammler nach. Die Autorin stützte sich dabei auf Auktionsprotokolle und historische Briefe, die die Bedeutung des Objekts im Zusammenhang afrikanischer Kulturobjekte und seine Verbindungen zur Sammelpraxis im 20. Jahrhundert aufzeigen.

### Ausstellungen
Seit den 1950er Jahren wurden Bangwa-Skulpturen, darunter Werke von Atsa, in Ausstellungen in Europa und den Vereinigten Staaten gezeigt. In einem Bericht über die Ausstellung Mains de maîtres – Masterhands: À la découverte des sculpteurs d’Afrique (Masterhands: Discovering the sculptors of Africa) in Brüssel bezeichnete dabei die New York Times anhand des Werks von Atsa die verbreitete Annahme, dass traditionelle Kunst aus Afrika immer anonym sei, als Irrtum.
In der 2007 im Metropolitan Museum of Art gezeigten Ausstellung Eternal Ancestors: The Art of the Central African Reliquary (Die Kunst der zentralafrikanischen Reliquienschreine) war neben anderen Bangwa-Skulpturen auch die Berliner Figur des Königs Fosia zu sehen. In seiner Ausstellungsbesprechung für die New York Times wies der Kunstkritiker Holland Cotter dabei auf die Vielzahl von Kunstwerken hin, die sich auf die Ahnenverehrung in Zentralafrika beziehen.
2012 zeigte das Museum Rietberg in Zürich die Ausstellung Helden Afrikas: Ein neuer Blick auf die Kunst. Die Gedenkfiguren der Bangwa wurden dabei als „kraftvolle und vitale Formen, die in der afrikanischen Kunst einzigartig sind,“ bezeichnet.

### Ausstellungen mit Werken von Ateu Atsa
- Masterpieces of African Art, Brooklyn Museum, New York, 1954.
- The Art of Cameroon. Smithsonian Institution Traveling Exhibition, Washington, D.C 1984, anschließend auch im New Orleans Museum of Art, Museum of Fine Arts, Houston, Field Museum of Natural History, Chicago, American Museum of Natural History, New York[29]
- African Art: Recent Acquisitions. Pace Primitive and Ancient Art. New York, NY, 1986.
- Kings of Africa: Art and Authority in Central Africa. Maastricht, Niederlande, 1992.
- Mains de maîtres – Masterhands: À la découverte des sculpteurs d’Afrique. Espace Culturel BBL, Brüssel 2001.
- Eternal Ancestors: The Art of the Central African Reliquary. The Metropolitan Museum of Art, 2007/2008.
- Heroic Africans: Legendary Leaders, Iconic Sculptures. The Metropolitan Museum of Art, 2011/2012.
- Helden Afrikas: Ein neuer Blick auf die Kunst. Museum Rietberg, Zürich 2012.
- African Master Carvers: Known and Famous. The Cleveland Museum of Art, 2017.

### Forderungen nach Rückgabe
Im Zusammenhang mit der Neubewertung von Sammlungen traditioneller afrikanischer Kunst in westlichen Museen wurde bei Forderungen nach der Rückgabe von Kulturgut kolonialer Herkunft und der Dekolonisierung von Museen argumentiert, dass die Geschichte solcher Sammlungen durch „enge Verbindungen zwischen privatem Sammeln, Museumsnetzwerken und kolonialer Gewalt“ gekennzeichnet sei.:197 Im Fall der Conrau-Sammlung gelte dies als Ausdruck der Bemühungen Deutschlands, die Kontrolle über seine Kolonien auszuweiten. In einer ihrer Studien zu den Sammlungen Conraus schrieb die Ethnologin Bettina von Lintig hierzu, dass Conrau die Sammlungsgegenstände von den früheren Besitzern durch einvernehmlichen Tausch erhalten habe. Deshalb könne es sich hierbei nicht um Beute- oder Raubkunst handeln. Auch eine Studie des Juristen Carsten Stahn von 2023 zu Auseinandersetzungen um koloniale Kulturobjekte kam in Bezug auf eines der bekanntesten Objekte Atsas als Beispiel zu einer ähnlichen Einschätzung.:201
In ihrer Studie von 2019 kam hingegen Evelien Campfens, Spezialistin für Kulturerbe-Recht an der Universität Leiden in den Niederlanden, zu folgender Einschätzung der aktuellen Situation: Sie erörterte, was Rechts- und Menschenrechtsvorschriften aussagen, wenn Kulturgüter spiritueller Natur, die während der Kolonialherrschaft verloren gingen, zurückgefordert werden. Am Beispiel der durch Conrau erworbenen Bangwa-Queen argumentierte Campfens, dass Rechtsnormen wie die nicht rechtsverbindliche UN-Deklaration der Rechte indigener Völker (UNDRIP) die Rückgabe von Bangwa-Skulpturen aus Frankreich und Deutschland rechtfertigen könnten. Sie verwies ferner auf zeitgenössische „weiche“ Auslegungen von Gesetzen wie in den Ethischen Richtlinien für Museen des International Council of Museums (ICOM) und entsprechende Standards für europäische Museen, die als Grundlage für Rückgaben herangezogen werden könnten. Dies würde jedoch von der Entscheidung der Kulturbehörden abhängen, auf die Forderungen der Vertreter des Bangwa-Volkes zu reagieren.
Auf einer Konferenz über Provenienzforschung zu Sammlungen mit kolonialer Herkunft im Jahr 2021 führte Chief Charles A. Taku, ein Urenkel des Bangwa-Königs Assunganyi und Präsident der Anwaltskammer des Internationalen Strafgerichtshofs (ICCBA), rechtliche und moralische Erwägungen auf und plädierte für die Rückgabe des Bangwa-Kulturerbes an seine Herkunftsgemeinschaft in Kamerun.

## Galerie

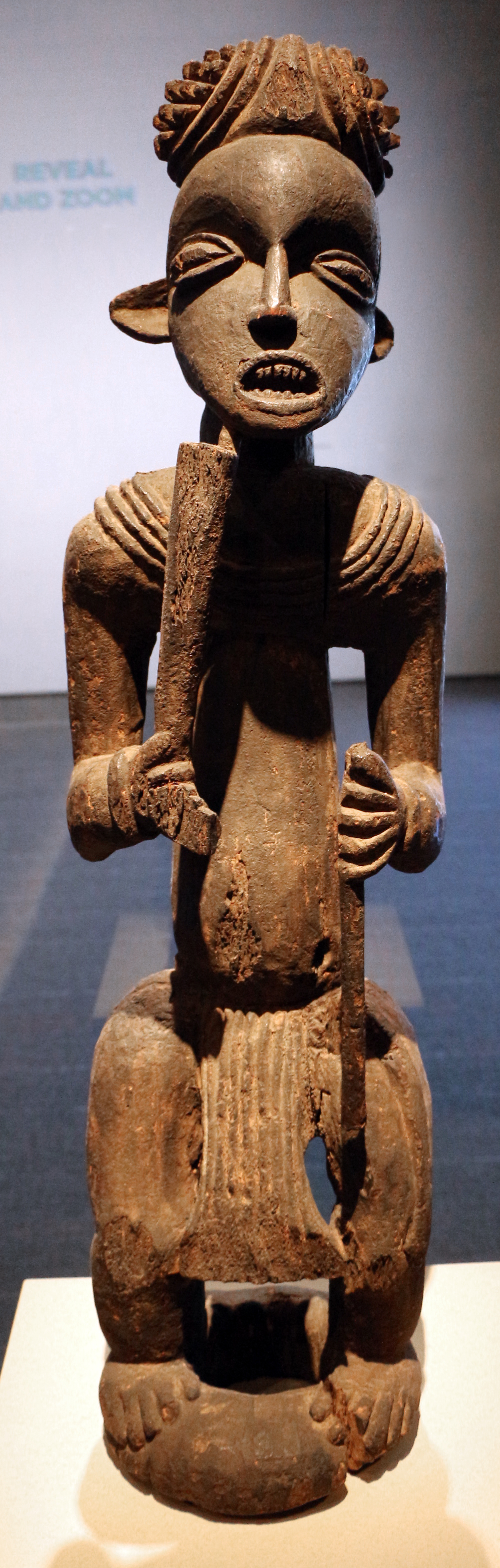
Gedenkfigur, Cleveland Museum of Art
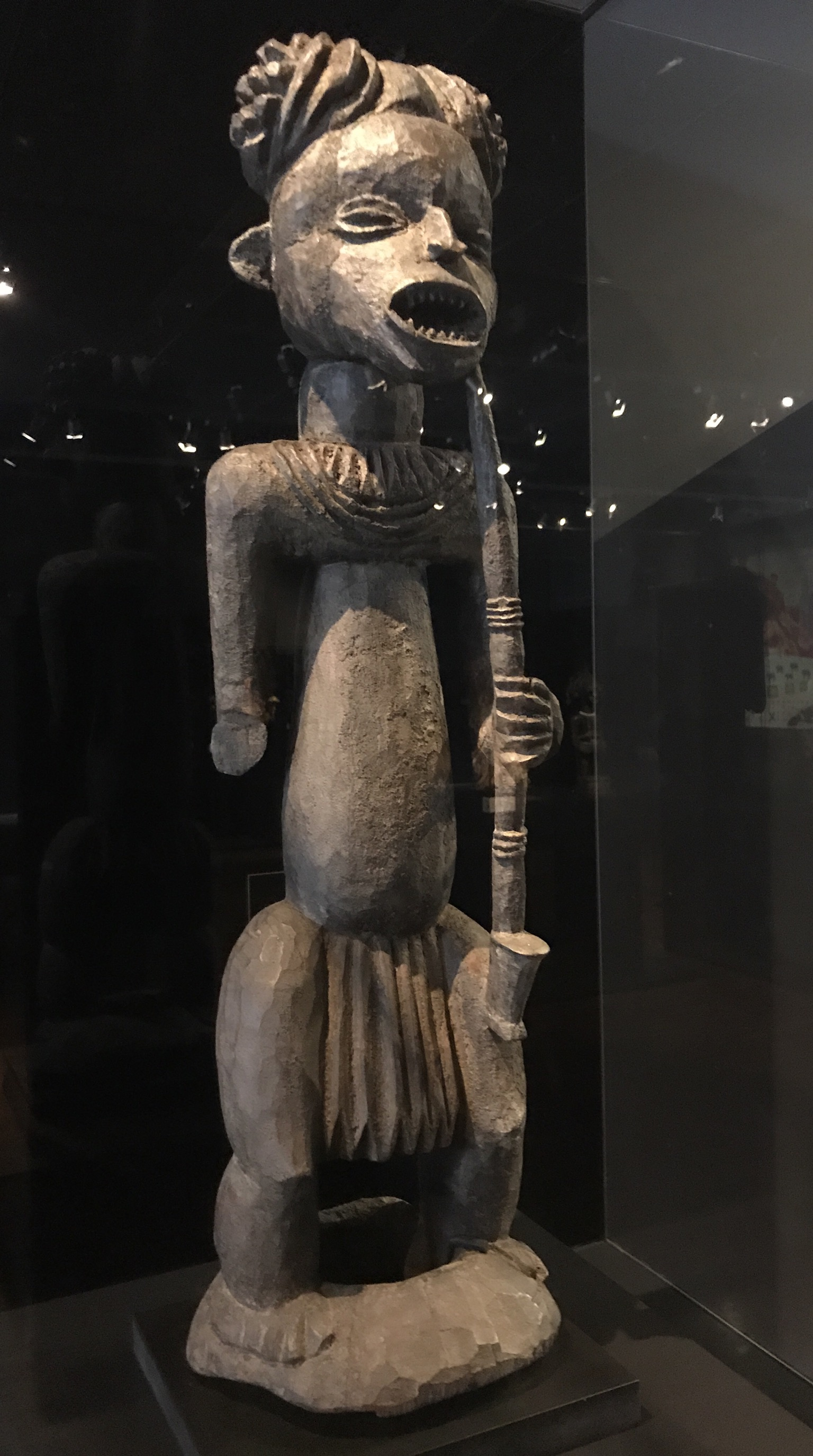
Gedenkfigur, Rautenstrauch-Joest Museum, Köln
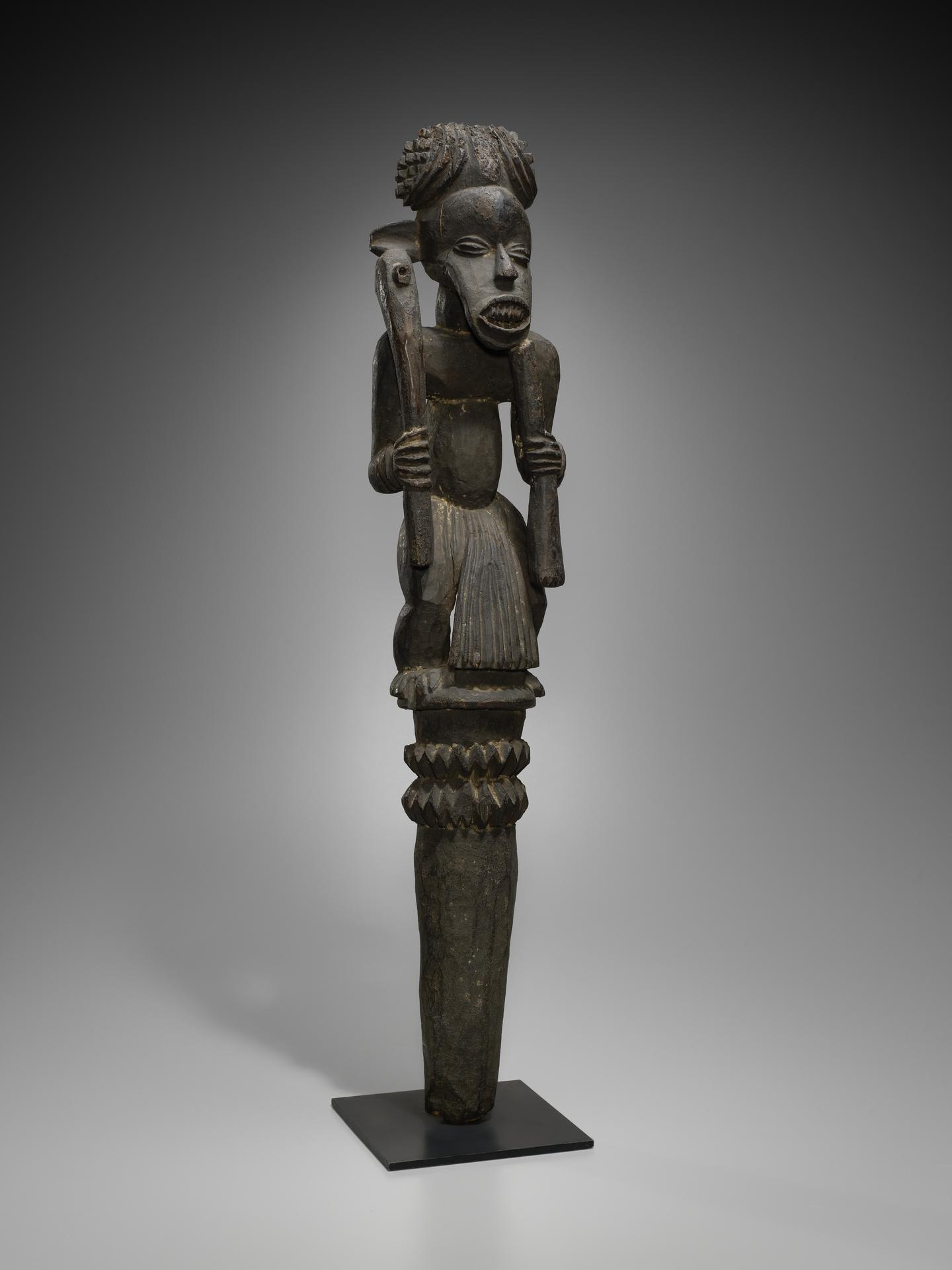
Ritueller Stab mit Ahnenfigur, Yale University Art Gallery
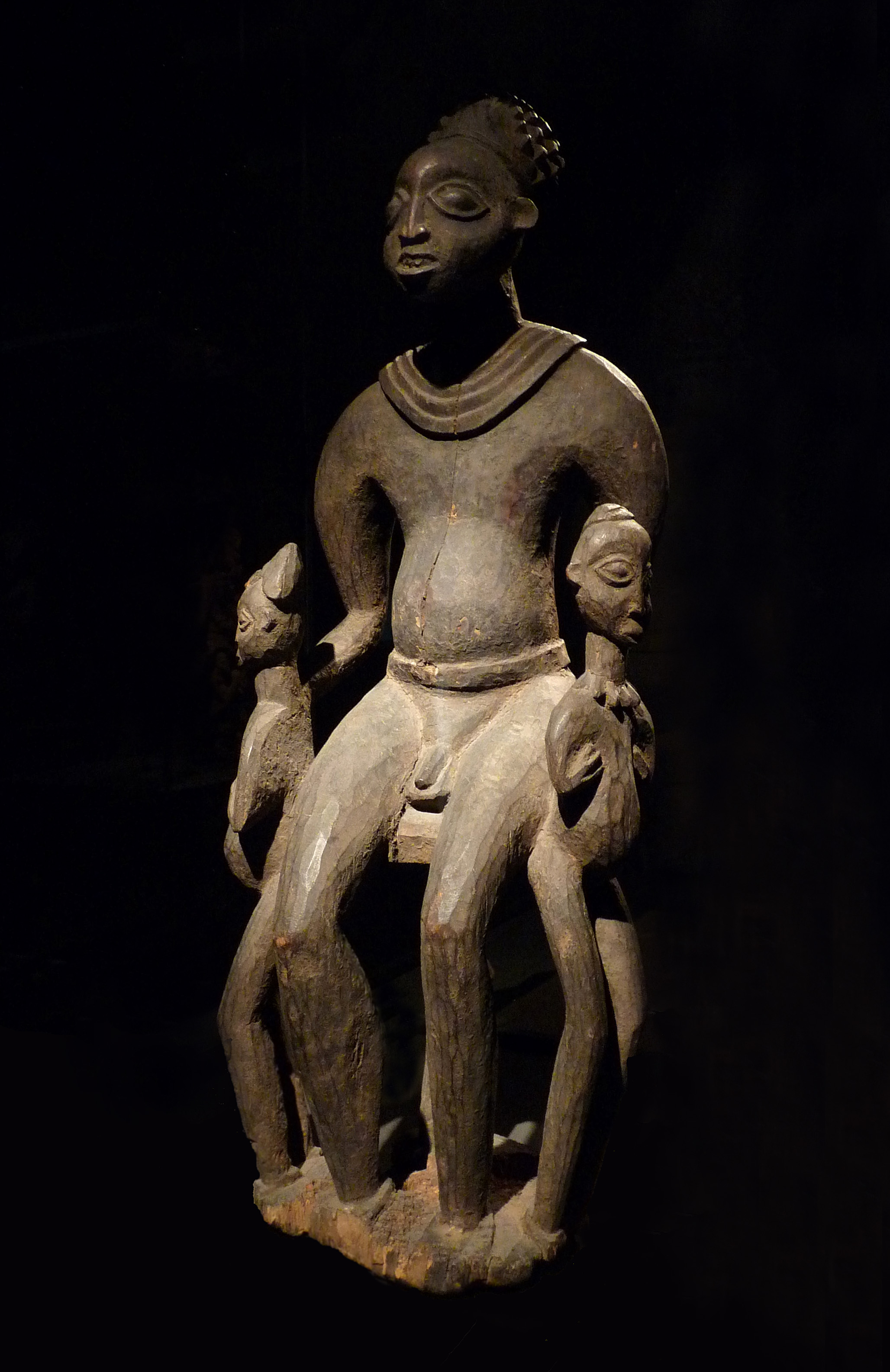
Männliche Figur mit Zwillingen, Ethnologisches Museum Berlin